# Mile Mrkalj
Mile Mrkalj (Sjeničak, 1929. – Karlovac 1993.) učitelj i povjesničar

### Životopis
Mile Mrkalj je rođen u Lasinjskom Sjeničaku, općina Karlovac, Republika Hrvatska. Završio je Višu pedagošku školu, grupa osnovi sociologije - hrvatskosrpski jezik. Službovao je kao učitelj u Sjeničaku i Vrginmostu, gdje je, više godina bio predsjednik Skupštine općine i zastupnik u Saboru SRH. Od 1969. godine živio je u Karlovcu gdje je radio u Historijskom arhivu, a potom kao direktor u osnovnoj školi "Ivo Lola Ribar". 
Kroničar je Korduna i Karlovca.

## Djela
- Sjeničak - kronika kordunaškog sela, Karlovac, 1980.
- Školstvo i prosvjeta na Kordunu, Karlovac, 1984.
- Ličnosti u imenima ulica i trgova Karlovca, Karlovac, 1989.